# Indre Østfold
Indre Østfold is een gemeente in de Noorse provincie Østfold. De gemeente ontstond op 1 januari 2020 uit een fusie van de vroegere gemeenten Askim, Eidsberg, Hobøl, Spydeberg en Trøgstad. De oude gemeenten lagen allen in de provincie Østfold, die op het zelfde moment opging in de nieuwe provincie Viken. Indre Østfold telt ruim 44.000 inwoners (2019).
Aremark · Fredrikstad · Halden · Hvaler · Indre Østfold · Marker · Moss · Råde · Rakkestad · Sarpsborg · Skiptvet · Våler

Voormalige gemeentes: Askim · Eidsberg · Hobøl · Rømskog · Rygge · Spydeberg · Trøgstad